# Société nationale de sidérurgie (ex-Imétal)
Pour l’article homonyme, voir Société nationale de sidérurgie.
La Société nationale de Sidérurgie (SNS), dénommée Imetal jusqu'en novembre 2024,  est une société algérienne spécialisée  dans les industries métallurgiques et sidérurgiques, chargée de la transformation du minerai de fer, de la production sidérurgique, de la transformation de l’acier, de la fonte et de l’aluminium et de la fabrication et la réalisation d’infrastructures et d’ouvrages métalliques et de chaudronnerie.

## Histoire
Le groupe, sous l'ancienne dénomination Imetal,  est né le 23 février 2015, d’une fusion des sociétés Translob et Construmet. Il opère notamment au travers de filiales, dont 21 sont détenues à 100 % (c'est le cas de  Sider et de Sider El Hadjar).
Le 11 janvier 2024, le PDG, Djamel Babouri, est limogé et remplacé par Hakim Laidouni. Le 3 avril 2024, Adel Khemane est nommé au poste de PDG.
Le 31 octobre 2024, Adel Khemane annonce que le groupe sera désormais dénommé Société nationale de Sidérurgie (SNS) en référence à la première entreprise de sidérurgie en Algérie. 